# Luke Babbitt
Luke Robert Babbitt (Cincinnati, Ohio; 20 de junio de 1989) es un exjugador de baloncesto estadounidense que disputó 8 temporadas en la NBA. Con 2,05 metros de estatura, juega en la posición de alero.

## Trayectoria deportiva

### Universidad
Jugó durante dos temporadas con los Wolf Pack de la Universidad de Nevada, en las que promedió 19,4 puntos y 8,2 rebotes por partido. En su primer partido como universitario logró su primer doble-doble, consiguiendo 20 puntos y 12 rebotes ante Montana State. En su primera temporada lideró a su equipo en anotación, con 16,4 puntos por partido, en rebotes, con 7,4, y en porcentaje de tiros libres, con un 86,4% de efectividad. Su mejor marca anotadora la consiguió ante San Jose State, con 30 puntos. Fue elegido en el primer quinteto de la Western Athletic Conference y además novato del año.
En su segunda temporada volvió a liderar al equipo en las mismas tres categorías, pero mejorando sus cifras. Consiguió 21,9 puntos, 8,9 rebotes y un porcentaje del 91,7 en tiros libres. Batió su récord de anotación consiguiendo 33 puntos ante New Mexico State, y fue elegido mejor jugador de la conferencia.
El 20 de abril de 2010 se declaró elegible para el Draft de la NBA, renunciando a dos años de carrera.

### Profesional

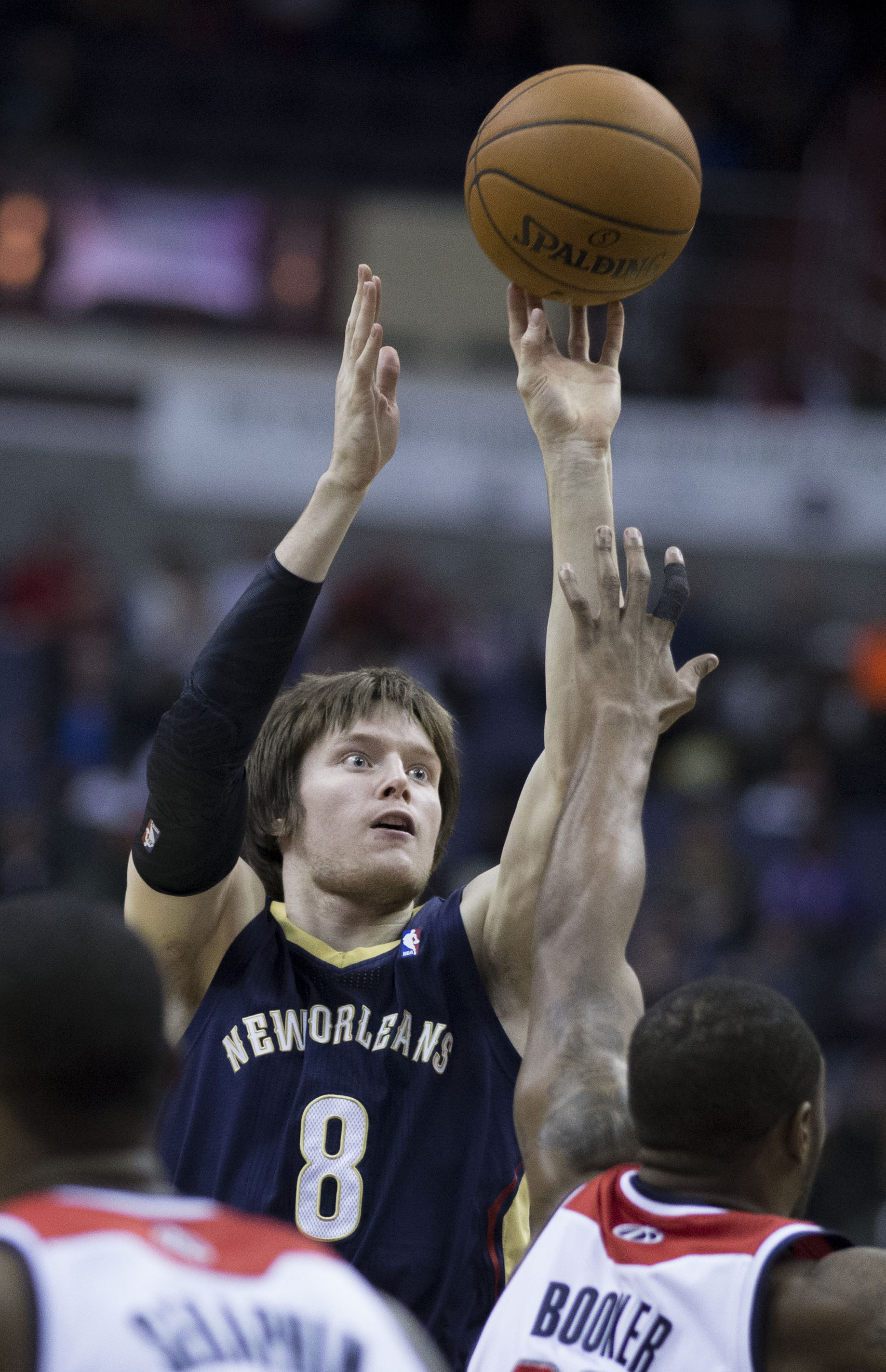
Babbitt con Pelicans en 2014.

Fue elegido en la decimosexta posición del Draft de la NBA de 2010 por Minnesota Timberwolves, pero fue traspasado junto con Ryan Gomes a Portland Trail Blazers a cambio de Martell Webster.
En agosto de 2013 firmó un contrato de un año con el Nizhni Nóvgorod de la liga rusa.
En febrero de 2014 regresó a la NBA, tras firmar con los New Orleans Pelicans.
El 10 de junio de 2016 fue traspasado a Miami Heat a cambio de una segunda ronda del draft de 2018 y consideraciones económicas.
El 9 de agosto de 2017 firmó con Atlanta Hawks. El 8 de febrero de 2018 fue traspasado a Miami Heat a cambio de Okaro White.

## Estadísticas de su carrera en la NBA

### Temporada regular
| Año     | Equipo      | PJ  | PT  | MPP  | %TC  | %3P  | %TL  | RPP | APP | ROB | TPP | PPP |
| ------- | ----------- | --- | --- | ---- | ---- | ---- | ---- | --- | --- | --- | --- | --- |
| 2010-11 | Portland    | 24  | 0   | 5.7  | .273 | .188 | .333 | 1.3 | .3  | .1  | .1  | 1.5 |
| 2011-12 | Portland    | 40  | 4   | 13.4 | .410 | .430 | .850 | 2.4 | .4  | .3  | .1  | 5.1 |
| 2012-13 | Portland    | 62  | 0   | 11.8 | .368 | .348 | .769 | 2.2 | .5  | .2  | .1  | 3.9 |
| 2013-14 | New Orleans | 27  | 2   | 17.5 | .390 | .379 | .778 | 3.3 | 1.1 | .3  | .4  | 6.3 |
| 2014-15 | New Orleans | 63  | 19  | 13.2 | .479 | .513 | .684 | 1.8 | .4  | .3  | .2  | 4.1 |
| 2015-16 | New Orleans | 47  | 13  | 18.0 | .422 | .404 | .780 | 3.1 | 1.1 | .2  | .1  | 7.0 |
| 2016-17 | Miami       | 68  | 55  | 15.7 | .402 | .414 | .733 | 2.1 | .5  | .3  | .2  | 4.8 |
| 2017-18 | Atlanta     | 37  | 9   | 15.4 | .476 | .441 | .773 | 2.2 | .7  | .2  | .1  | 6.1 |
| 2017-18 | Miami       | 13  | 5   | 11.2 | .234 | .244 | .000 | 1.2 | .4  | .1  | .2  | 2.5 |
| Total   | Total       | 381 | 107 | 14.0 | .408 | .402 | .747 | 2.2 | .6  | .2  | .2  | 4.8 |

### Playoffs
| Año   | Equipo | PJ | PT | MPP | %TC  | %3P | %TL | RPP | APP | ROB | TPP | PPP |
| ----- | ------ | -- | -- | --- | ---- | --- | --- | --- | --- | --- | --- | --- |
| 2018  | Miami  | 2  | 0  | 1.5 | .000 | –   | –   | .0  | .0  | .0  | .0  | .0  |
| Total | Total  | 2  | 0  | 1.5 | .000 | –   | –   | .0  | .0  | .0  | .0  | .0  |